# Ле Кок, Бернар
Бернар Ле Кок (фр. Bernard Le Coq; род. 25 сентября 1950, Ле Блан, Франция) — французский актёр.

## Биография
Бернар Ле Кок родился 25 сентября 1950 года в Ле Блан, департамент Эндр во Франции. В 15-летнем возрасте поступил в театральную школу Клода Вирио в Париже.
Дебютировал в кино в 1967 году в комедии Жана Жиро «Большие каникулы». Первую большую роль получил в 1969 году в фильме «Солнце в глазах» (реж. Мишель Буарон).
В 1991 году Морис Пиала пригласил Ле Кока на роль Тео — брата Винсента ван Гога — в свой биографический фильм о художнике «Ван Гог». Этот фильм принёс актёру номинацию на премию «Сезар» за лучшее исполнение роли второго плана.
В фильме 1994 года режиссёра Эрика Роша «Патриоты» Ле Кок запомнился в роли всесильного и бездушного агента спецслужб. Тавернье снял его в роли лейтенанта де Сева в фильме «Капитан Конан». Через два года Бернар Ле Кок сыграл вместе с Изабель Юппер в фильме «Школа плоти». Роль врача, специалиста по болезни Альцгеймера в фильме «Вспоминать о прекрасном» принесла актёру приз «Сезар» за лучшее исполнение роли второго плана.
Кроме кино и телевидения Бернар Ле Блан продолжает работать в театре.

## Частичная фильмография
- 1972: Сезар и Розали (César et Rosalie) — Мишель.
- 1972: Огни Сретенья (Les feux de la Chandeleur) — Жан Пол Бурсо.
- 1972: Сгоревшие фермы (Les Granges brûlées) — Поль.
- 1974: Брак (Mariage) — жених 1974.
- 1979: Военврач (Le Toubib) — Жером.
- 1979: За нас двоих (À nous deux) — фотограф.
- 1980: Троих надо убрать (Trois Hommes A Abattre) — Гассовиц.
- 1991: Ван Гог (Van Gogh) — Тео Ван Гог.
- 1996: Мужчина моей жизни (Mon homme) — инспектор Марвье.
- 1996: Капитан Конан (Capitaine Conan) — лейтенант де Сев.
- 1998: Школа плоти (L'École de la chair) — Давид Кордье.
- 2001: Вспоминать о прекрасном[фр.] (Se souvenir des belles choses) — профессор Кристиан Лихт.
- 2002: Рядом с Раем[фр.] (Au plus près du paradis) — Бернар.
- 2003: Цветок зла (La fleur du mal) — Жерар Вассер.
- 2004: Подруга невесты (La Demoiselle d’honneur) — Жерар Куртуа.
- 2005: Скрытое (Caché) — начальник Жоржа.
- 2005: Счастливого Рождества (Joyeux Noël) —  генерал Одбер, отец лейтенанта Одбера.
- 2005: Чёрный ящик (La Boîte noire) — Валько / доктор Гранже.
- 2006: GAL[фр.] (G.A.L.) — председатель правительства.
- 2007: Плохой ветер[фр.] (Vent mauvais) — Хопкин.
- 2011: Завоевание[фр.] (La Conquête) — Жак Ширак.
- 2012: Капитал (Le capital) — Антуан де Суз.
- 2019: Riquet, le songe de Naurouze — Пьер-Поль Рике.
- 2021: телесериал «Приключения молодого Вольтера[фр.]» (Les Aventures du jeune Voltaire)  — Вольтер.